# Ophiorrhiza chandrasekharanii
Ophiorrhiza chandrasekharanii là một loài thực vật có hoa trong họ Thiến thảo. Loài này được Subba Rao & Kumari mô tả khoa học đầu tiên năm 1984.